# Vincolo di bilancio

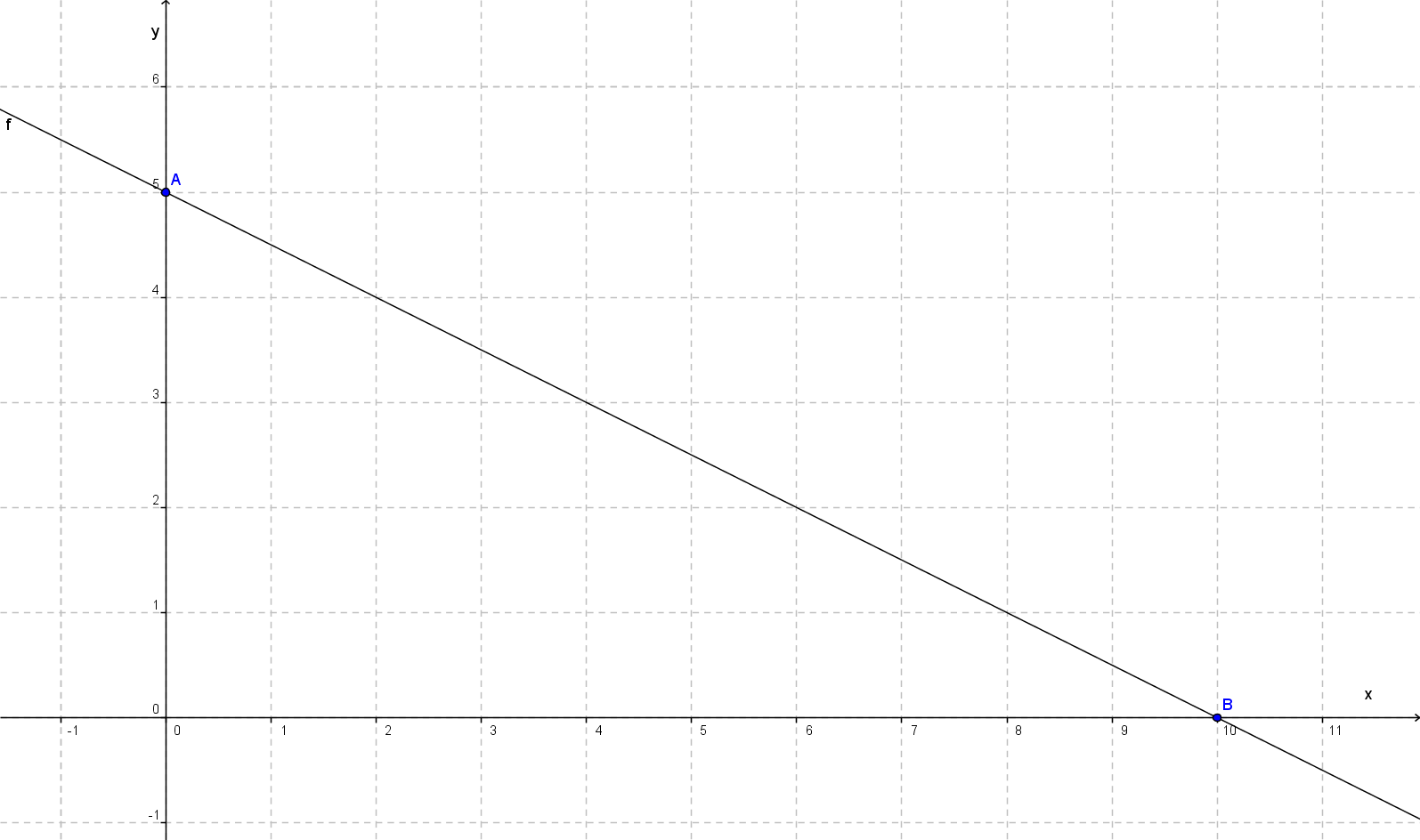
Retta di bilancio, dove e

In microeconomia il vincolo di bilancio (anche chiamato retta di bilancio, o isoreddito) è la rappresentazione dei panieri di beni e servizi che il consumatore è in grado di acquistare in relazione al suo reddito totale e ai prezzi dei beni e servizi e che allo stesso tempo esauriscono completamente il suo budget.
Se si prendono in considerazione due tipi di beni, x e y, una famiglia con reddito mensile R non potrà decidere di acquistare una quantità illimitata dei due beni, i cui prezzi sono {\displaystyle p_{x}} e {\displaystyle p_{y}}, ma la famiglia potrà decidere di acquistare panieri di beni il cui valore eguagli al massimo il reddito che il consumatore è disposto a spendere:
{\displaystyle \ R=p_{x}x+p_{y}y}
dove {\displaystyle x} rappresenta la quantità del bene x e {\displaystyle y} la quantità del bene y. Mentre la pendenza assoluta della curva è uguale al prezzo del primo bene, in rapporto con il prezzo del secondo bene.
La spesa totale della famiglia per i beni x e y deve essere uguale od inferiore al reddito che ha a disposizione.
Supponiamo che il consumatore possa spendere 5 euro al giorno, è chiaro che il consumatore potrebbe spendere il proprio denaro per acquistare una qualsiasi delle numerose combinazioni possibili di due beni.